# Суматрански тигар
Суматрански тигар (Panthera tigris sumatrae) је подврста тигра која живи једино на индонежанском острву Суматра. Његова популација је процењена на 400 до 500 животиња, који углавном живе у националним парковима на острву.

## Физичке карактеристике
Суматрански тигар је најмањи од свих тигрова. Мужјаци су у просеку дуги око 2,43 метра и са масом од 120 килограма. Женке су у просеку дуге 2,13 m, а масе су око 90 kg.

## Репродукција
Суматрански тигрови се најчешће паре током зиме или пролећа, а трудноћа траје око 103 дана. Нормално женка донесе на свет два до три младунчета, мада може да роди и до шест. Млади се рађају слепи и током првих осам недеља се хране млеком, а после почињу да користе чврсту храну. Млади јазбину први пут напуштају са две недеље а почињу да лове са шест месеци. Потпуно сами могу да лове са 18 месеци, а потпуно самостални постају са две године. Суматрански тигрови живе око 15 година у дивљини и 20 година у заточеништву.

## Исхрана
Тигрова исхрана зависи од тога где живи и од тога колико животиња има ту. Имају веома оштро чуло слуха и вида тако да су веома ефикасни ловци. Они су усамљеничке животиње и лове ноћу, приближавајући се опрезно и стрпљиво плену пре него што га нападну са стране или од позади. Једу све што могу да ухвате, обично јелене и дивље свиње, рибу, па чак и крокодиле. Орангутани могу да буду њихов плен, али како проводе врло мало времена на тлу, тигрови их ретко хватају. 